# Justin Medlock
Justin Charles Medlock (Fremont, 23 ottobre 1983) è un giocatore di football americano statunitense gioca nel ruolo di kicker nella National Football League e attualmente è free agent. Venne scelto al quinto giro (160º assoluto) nel draft NFL 2007 dai Kansas City Chiefs. Al college giocò a football a UCLA.

## Carriera professionistica

### Kansas City Chiefs
Medlock fu scelto al quinto giro del draft NFL dai Kansas City Chiefs. Firmò il 27 luglio 2007 un contratto triennale del valore di 1,23 milioni di dollari di cui 123.690 di bonus alla firma. Debuttò nella NFL il 9 settembre 2007 contro gli Houston Texans.

### Canadian Football League
Nel 2009, Medlock passò ai Toronto Argonauts della Canadian Football League. Il 14 agosto 2009 pareggiò il record di franchigia pareggiò il record di franchigia segnando sette field goal in una sola gara e a fine anno fu convocato per l'All-Star Game. Nel 2010 giocò con gli Edmonton Eskimos e nel 2011 con gli Hamilton Tiger-Cats, con cui disputò un'ottima annata segnando 49 field goal su 55 tentativi.

### Carolina Panthers
Il 7 marzo 2012 firmò un contratto triennale del valore di 1,44 milioni di dollari di cui 50.000 di bonus alla firma. Con i Panthers giocò 10 partite segnando 8 field goal su 12 tentativi. Fu svincolato il 20 novembre dopo aver sbagliato field goal per tre gare consecutive.

### Oakland Raiders
Il 27 agosto 2013, Medlock firmò con gli Oakland Raiders. Il 1º settembre 2013 venne svincolato.

## Vittorie e premi
- CFL All-Star: 1

2009

## Statistiche
| Partite totali               | 11    |
| Field goal tentati           | 12    |
| Field goal segnati           | 8     |
| Percentuale realizzazione    | 66,7% |
| Field goal più lungo         | 45    |
| Field goal bloccati          | 1     |
| Extra point tentati          | 23    |
| Extra point segnati          | 23    |
| Extra point bloccati         | 0     |
| Kick off effettuati          | 43    |
| Touchdown subiti su kick off | 0     |

Statistiche aggiornate alla stagione 2012